# Saori Gotō
Saori Gotō (後藤 沙緒里 Gotou Saori, Yokohama, Prefectura de Kanagawa, 8 de enero de 1987) es una seiyū japonesa. Ha participado en series como Baccano!, Fairy Tail y Galaxy Angel, entre otras.
Estuvo afiliada a 81 Produce. Desde el 31 de octubre de 2014 es freelancer.

## Roles interpretados

### Series de Anime
- Baccano! como Mary Beriam
- Beyblade: Metal Fusion como Mariko Shiratori
- Busou Shinki como la Maestra de Fuki
- C como Q y Takako Mikuni
- Cardfight!! Vanguard: Asia Circuit Hen como Sharlene Chen
- Cardfight!! Vanguard: Legion Mate-Hen como Sharlene Chen
- Cardfight!! Vanguard: Link Joker Hen como Sharlene Chen
- CV: Casting Voice como Meiko Hoshi
- Dancouga Nova como Luuliluli
- Di Gi Charat Nyo como Victoria Elizabeth
- Fairy Tail como Meredy, Nico y Plue
- Fairy Tail (2014) como Meredy, Libra y Nikora
- Galaxy Angel II como Chitose Karasuma
- Galaxy Angel X como Chitose Karasuma
- Girl Friend BETA como Nagiko Kurokawa
- Go! Anpanman como Fu-chan
- Golden Time como Sao-chan
- Hatsukoi Limited. como Soako Andou
- Hayate no Gotoku! Can’t Take My Eyes Off You como Sharna Alamgir
- Hayate no Gotoku! Cuties como Sharna Alamgir
- Hayate no Gotoku!! como Sharna Alamgir
- Hidamari Sketch × Honeycomb como la Madre de Nazuna
- Hidamari Sketch × Hoshimittsu como la Madre de Nazuna
- Hyakka Ryōran Samurai Girls como Hanzo Hattori
- Hyakka Ryōran Samurai Bride como Hanzo Hattori
- Inazuma Eleven como Araya Konko
- Joshiraku como Kukuru Anrakutei
- Kindaichi Shōnen no Jikenbo R como Haruka Yuunagi
- Koi Koi Seven como Yayoi Asuka
- Ladies versus Butlers! como Sakurako Benikōji
- Líos de Pingüino como Yumi Matsui
- Lostorage incited WIXOSS como Guzuko
- Maria † Holic como Inamori Yuzuru
- Maria † Holic Alive como Inamori Yuzuru
- Minami-ke como Keiko
- Minami-ke Okaeri como Keiko
- Minami-ke Okawari como Keiko
- Minami-ke Tadaima como Keiko
- Needless como Setsuna
- Pretty Rhythm Rainbow Live como Otoha Takanashi
- Prism Ark como Orthy
- Rakugo Tennyo Oyui como Yui Tsukishima
- Red Garden como Jessica
- Robot Girls Z como Kingdan X10
- Rosario + Vampire Capu2 como Deshiko Deshi
- Rozen Maiden ~Träumend~ como Barasuishou
- Saki episode of side A Achiga Hen como Sukoya Kokaji
- Sayonara Zetsubō Sensei como Ai Kaga
- Senran Kagura: Ninja Flash! como Mirai
- Shimoneta to Iu Gainen ga Sonzai Shinai Taikutsu na Sekai iu como Hyōka Fuwa
- Shokupan Mimi como Bata-chan
- Sky Girls como Karen Sonomiya
- Steins;Gate como Moeka Kiryū
- Strawberry Panic! como Momomi Kiyashiki
- Suzy's Zoo Daisuki! Witzy como Ellie Funt
- Taishō Yakyū Musume como Kochou Kikusaka
- Tatakau Shisho como Qumola
- Tokimeki Memorial Only Love como Ayame Shiina
- Toradora! como Inko-chan
- Twin Angel: Twinkle Paradise como Nyan Tomochi
- Yumekui Merry como Pati Three-Piece
- Yuri Yuri como Rise Matsumoto
- Yuri Yuri ♪♪ como Rise Matsumoto
- Zan Sayonara Zetsubō Sensei como Ai Kaga
- Zoku Sayonara Zetsubō Sensei como Ai Kaga
- Zombie-Loan como Shimotsuki Kuze

### OVAs
- AIKa Zero como Misumi
- Fairy Tail x Rave Master como Plue
- Hayate no Gotoku! como Sharna Alamgir
- Hyakka Ryōran Samurai After como Hanzō Hattori
- Hyakka Ryōran Samurai Girls: A Maiden's Happy Yet Embarrassing Pledge como Hanzō Hattori
- Minami-ke: Betsubara como Keiko
- Minami-ke: Omatase como Keiko
- One Off como Shiozaki Haruno
- Senran Kagura: Estival Versus - Mizugidarake no Zen'yasai como Mirai
- Sky Girls como Karen Sonomiya
- Toradora! como Inko-chan
- Yuruyuri Nachu Yachumi! como Rise Matsumoto

### Películas
- Pretty Rhythm All Star Selection: Prism Show Best Ten como Otoha Takanashi
- Steins;Gate: Fuka Ryōiki no Déjà vu como Moeka Kiryū

### CD Drama
- Erementar Gerad: Limited Edition Manga Volume 17 Drama CD como Endy
- Seto no Hanayome como Inchou

### Vomic
- Rockin Heaven como Sachi Konishi

### Videojuegos
- .hack//Link como Alph y Kaho
- CV: Casting Voice como Meiko Hosi
- Galaxy Angel-Eternal Lovers como Chitose Karasuma
- Galaxy Angel-Moonlit Lovers como Chitose Karasuma
- Galaxy Angel II Eigō Kaiki no Toki como Chitose Karasuma
- Galaxy Angel II Mugen Kairō no Kagi como Chitose Karasuma
- Galaxy Angel II Zettai Ryōiki no Tobira como Chitose Karasuma
- Metal Gear Solid: Portable Ops como Ursula & Elisa
- Pretty Rhythm Rainbow Live: Kira Kira My☆Deco Design como Otoha Takanashi
- Project Zero 4 como Madoka Tsukimori
- Punishing: Gray Raven como Lamia: Lost Lullaby
- REC * DokiDoki Seiyuu Paradise como Akari Yukiji
- Shingeki no Bahamut como Aeter
- Solatorobo: Red the Hunter como Elh Melizée
- Steins;Gate como Moeka Kiryū
- The Legend of Heroes: Sen no Kiseki II como Elysee Schwarzer
- Ys VI: The Ark Of Napishtim como Isha
- Arknights como Whisperain
- Blue Archive como Ui Kozeki[2]

### Doblaje
- Ruby Gloom como Desgracia
- K-tai Investigator 7 como Phone Braver 4

## Música
- Para la serie Girlfriend (Kari) interpretó el opening Tanoshiki Tokimeki y el ending del capítulo 9 Shinka-kei Girl, ambos en compañía de Saori Hayami, Yui Ogura, Aya Suzaki y Hiromi Igarashi.[3]
- Junto con Nozomi Yamamoto, Ayane Sakura, Yoshino Nanjō y Kotori Koiwai participó del opening Oato ga Yoroshikutte... yo! de la serie JoshirakuJoshiraku.[4]
- Cantó para el anime Senran Kagura el segundo ending Yamiyo wa Otome wo Hana ni Suru con Eri Kitamura, Ai Kayano, Ryōko Shiraishi y Megumi Toyoguchi.[5]
- Interpretó el primer ending (True Blue) de la serie Sky Girls.[6]
- Para la serie Galaxy Angel X inteprpretó el primer ending Jelly Beans" con Ryōko Shintani.[7]
- Participó en el opening de Koi Koi Seven Super Love junto con Akiko Kawase, Ayako Ito, Kimiko Koyama, Yuko Gibu y Yūna Inamura.[8]
- Para el anime Pretty Rhythm Rainbow Live cantó ALIVE con Mikako Komatsu, Rosette Nova con Haruka Tomatsu y Maaya Uchida y Vanity♥colon (Vanity♥Cologne). Los temas ALIVE y Rosette Nova también aparecieron en la película Pretty Rhythm All Star Selection: Prism Show Best Ten.[9][10]